# 大葉毛燈蘚
大葉毛燈蘚（学名：Rhizomnium magnifolium）为提燈蘚科毛燈蘚屬下的一个种。

## 扩展阅读
- 維基物種上的相關：大葉毛燈蘚